# نیولاند (کارولینای شمالی)
نیولاند (به انگلیسی: Newland) شهری در ایالت کارولینای شمالی کشور ایالات متحده آمریکا است که جمعیت آن در سرشماری سال ۲۰۱۰ میلادی، ۶۹۸ نفر بوده‌است.

## نگارخانه

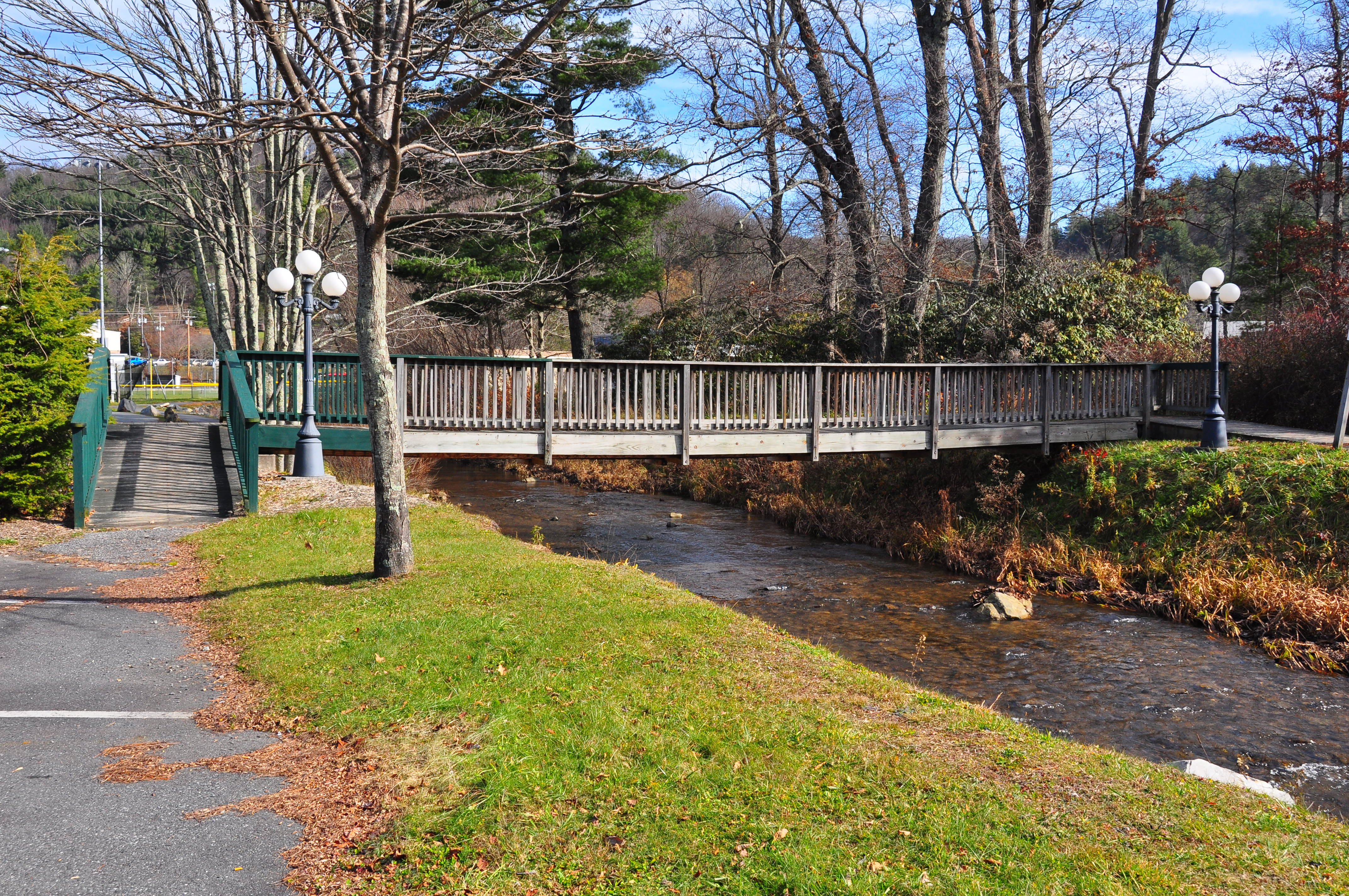